# Calvitimela talayana
Calvitimela talayana är en lavart som först beskrevs av Haugan & Timdal, och fick sitt nu gällande namn av M.P. Andreev 2004. Calvitimela talayana ingår i släktet Calvitimela och familjen Tephromelataceae.   Inga underarter finns listade i Catalogue of Life.